# 椭圆玫瑰树碱
椭圆玫瑰树碱（ellipticine）是一种细胞毒生物碱，由吲哚与异喹啉稠合。

## 合成
1959年伍德瓦德（R.B.Woodward）以吲哚和3-乙酰基吡啶为原料反应，合成得到椭圆玫瑰树碱。

## 用途
有抗癌作用，可作为抗癌药物。